# Juan Rof Carballo
Juan Rof Carballo (Lugo, 11 de junio de 1905-Madrid, 12 de octubre de 1994) fue un médico y ensayista español, padre de la medicina psicosomática y miembro de la Real Academia Española, encuadrado dentro de la llamada Generación del 36.

## Formación
Doctor en Medicina, cursó estudios en Santiago de Compostela (donde participa en el Seminario de Estudos Galegos, colabora con las revistas Ronsel y A Nosa Terra y se relaciona con las más destacadas personalidades de la medicina y la cultura gallega, como Juan José López Ibor, Domingo García-Sabell, José Otero Espasandín, Jesús Bal y Gay, Carlos Maside, Rafael Dieste, Vicente Risco, Otero Pedrayo o Castelao), Barcelona y Madrid antes de proseguir su formación en el extranjero, concretamente en Viena, a donde llegaría en 1932 gracias a una beca de la Junta para la Ampliación de Estudios (JAE).
Tras unos estudios en Colonia —junto al físico Hans Eppinger— y Praga, regresa a España en 1933 para doctorarse -lo hace con una tesis sobre los ácidos grasos insaturados, obteniendo Premio Extraordinario con la máxima calificación- y trabajar junto a Carlos Jiménez Díaz en Madrid. Su trayectoria formativa se caracterizó por un continuo cambio de ciudad de residencia debido a su decisión de formarse siempre junto a los mejores maestros en los ámbitos en los que estaba interesado (antes de su marcha al extranjero sería discípulo de Roberto Novoa Santos en Santiago —de cuya mano se inició en la patología general—, de August Pi i Sunyer en Barcelona y de Gustavo Pittaluga Fattorini en Madrid).
El estallido de la guerra civil española en 1936 le sorprenderá en Berlín, y no regresará a España hasta el fin de la contienda. Durante ese período trabaja en Viena —junto a Carl Sternberg—, Copenhague y París —en el Hospital de la Pitié-Salpêtrière—. En la capital francesa, además de con su antiguo maestro Pittaluga, coincide también con Ángel Garma, a quien le presenta al también psiquiatra y psicoanalista argentino Celes Ernesto Cárcamo, quien motivará la marcha de Garma a Buenos Aires, donde se establecerá. Garma y Cárcamo se convertirían en los primeros referentes del psicoanálisis en Argentina. Tras su regreso a España, Rof vuelve a trabajar junto a Jiménez Díaz, fundando ambos lo que más tarde sería la Clínica de la Concepción, y obtiene una beca de la Fundación Rockefeller para estudiar junto a Francisco Grande Covián (destacado discípulo de Juan Negrín antes de la guerra, en cuyo laboratorio tuvo como compañero a Severo Ochoa) el déficit nutricional en los niños de la posguerra en Vallecas. Los resultados se publicarían en 1942. Permanecería con Jiménez Díaz hasta 1948, año en que Rof Carballo decide abandonar la colaboración debido a diversas discrepancias.
Fruto de esos años son sus numerosos trabajos clínicos, así como un Formulario clínico que, en su momento, rellenó una laguna importante en la profesión médica nacional. Sin embargo, a partir de 1945 comienza a interesarse fuertemente por la antropología médica, lo que marcará su trayectoria en adelante, convirtiéndole en una autoridad mundial en las dimensiones psicológicas de las relaciones interpersonales. Sería, asimismo, el principal introductor en España, tras abrir el camino Ortega y Gasset años antes, del psicoanálisis de Freud (a quien Rof conoció en sus años en Viena) y su estudio crítico, combinado y en comparativa con las teorías de Carl Gustav Jung y su discípulo Erich Neumann.
En 1949 publica su famosa obra Patología psicosomática (primer tratado integral publicado sobre el tema; sería publicado en todo el mundo y brindó un amplio reconocimiento internacional a su autor), y a partir de 1950 empieza a colaborar estrechamente con Gregorio Marañón, quien le definía como un «francotirador del espíritu».
Con Cerebro interno y mundo emocional (1952) -en el que colabora con un trabajo complementario el neurocirujano Sixto Obrador Alcalde-, y Urdimbre afectiva y enfermedad (1964) se cierra la trilogía fundamental de Juan Rof Carballo en cuanto a la medicina psicosomática.

## Ensayos y reconocimiento
Entre sus ensayos destacan títulos como Entre el silencio y la palabra (1957), Violencia y ternura (1967), Signos en el horizonte (1972), El hombre como encuentro (1973) o Los duendes del Prado (1990). Su principal obra escrita en gallego es Mito e realidade da terra nai (1957; reeditada en 1989).
A pesar del respeto que le mostraban sus contemporáneos intelectuales —Ortega y Gasset calificó su obra Patología psicosomática de «volumen catedralicio»—, tan sólo en los últimos años de su vida comenzaría a ver parte del reconocimiento que su personalidad y su obra merecen, cuando fue nombrado en primer lugar miembro de la Real Academia Nacional de Medicina y, en 1984, miembro de la Real Academia Española. Su candidatura a la RAE fue apadrinada por Julián Marías, Joaquín Calvo Sotelo y Manuel Díez-Alegría. Además de su nombramiento como Hijo Predilecto de Lugo (distinción solamente otorgada a otras tres personalidades más de la ciudad), en 1972 sería elegido «lucense del año» (al igual que lo había sido su padre algunos años antes) y en 1986 galardonado por la Junta de Galicia con la Medalla Castelao. Rof Carballo obtendría un año más tarde el Premio Centenario Gregorio Marañón, otorgado por la Fundación Hombre. En 1991 fue nombrado miembro de una nueva institución, la Real Academia de Doctores. También fue fundador y presidente del Instituto de Medicina Psicosomática, presidente del Instituto de Ciencias del Hombre y miembro de la Junta Directiva del Capítulo Español del Club de Roma.
En el ámbito académico, fue profesor ayudante universitario durante ocho años (1928–1936) en la Facultad de Medicina de la Universidad Central de Madrid —actual Universidad Complutense— (hasta que renunció a la docencia tras serle denegada la cátedra en varias ocasiones debido a sus distancias con el régimen franquista), jefe del Laboratorio de Investigaciones Clínicas en la mencionada facultad (1926–1936) e impartió numerosas conferencias a lo largo de su vida, tanto en centros y clínicas especializadas como en el ámbito universitario. Destacaron sus cursos de patología psicosomática en Uruguay, Brasil, Argentina y otros países de Latinoamérica, donde su prestigio le valió ser nombrado miembro de honor de la Asociación Médica Argentina, de la Asociación Argentina de Antropología Médica y de la Sociedad de Neurología de Montevideo.
Su mayor legado consiste en una nueva concepción de las relaciones entre médico y paciente (para Rof, la medicina psicosomática «nace de la falta de prisa del médico»), aportando nuevos métodos —más próximos a la psicología que a la medicina en sí— en el trato a los enfermos, lo que le llevó a ser considerado no exactamente como un doctor, sino más bien como una especie de «curador», como lo definía Domingo García-Sabell. Para Francisco Umbral, estaba «entre Freud de la calle Ayala y curandero galaico».
Celestino Fernández de la Vega explicaba de la siguiente manera, en un artículo publicado en 1969, una de las concepciones claves en la obra rofiana: «Muchos ámbitos de la biología, de la medicina y de la antropología ha explorado Juan Rof Carballo para tomar conciencia de que, por razones psicobiológicas, el hombre es constitutivamente un diálogo con sus antepasados, un diálogo con el mundo histórico que lo recibe y un diálogo con el prójimo que le permitirá conocerse y reconocerse dentro de la sociedad». Rof fue también defensor convencido, al igual que su amigo Xavier Zubiri, del clave e indisoluble vínculo entre alma y cuerpo.
Colaborador habitual del diario ABC, la «tercera» de Rof Carballo llegó a gozar de un gran reconocimiento. También escribía con frecuencia en las más prestigiosas revistas culturales de la época, como Cuadernos para el Diálogo —dirigida por Joaquín Ruiz-Giménez— o Revista de Occidente —fundada por José Ortega y Gasset y que continuó publicándose bajo la dirección de sus descendientes—. Admirador de Proust, Rilke, Mozart o Vermeer, la literatura y el arte han estado siempre muy presentes en los escritos de Rof Carballo. Dentro de la literatura gallega, fue uno de los principales representantes del llamado «grupo Galaxia», que dio lugar a la editorial Galaxia en 1951; su gran preferencia en este ámbito era Rosalía de Castro, a quien dedicó un capítulo de la obra colectiva Siete ensayos sobre Rosalía (1952) bajo el título «Rosalía, ánima galaica».
Falleció en Madrid el 11 de octubre de 1994. A su muerte, el presidente de la Real Academia Española, Pedro Laín Entralgo, escribía en ABC: «Un trozo importante de mi vida se va con él. Y también una valiosa fracción de la vida española. (...) Dolor de amigo y pena de español me ha traído su muerte». Fernando Lázaro Carreter escribió: «Rof Carballo fue una persona que me honró con su amistad. Era un hombre de estricta formación germánica y poseía una actividad técnica muy competente». Francisco Umbral, por su parte, le recordaba así: «Rof Carballo, al que siempre llamé maestro, era un gallego bajo y fuerte, gris y noble, firme y misterioso, lacónico y cordial, que iba calladamente por la vida. Calladamente hizo libros apasionantes, calladamente entró en la Academia, calladamente ha muerto. Fue un sabio callado, un genio silente que a todo contestaba sí, pero ese sí galaico que suele significar no o vaya usted a saber, carallo. (...) Rof era el silencio sabio, el sabio callar, frente a tanto ruido de espadines académicos. Por eso le quise y le respeté siempre, en su despachito de la calle Ayala, frente a unos grandes almacenes de cuya compulsión masiva y consumista él tendría tanto que decir. (...) Cuando le dedicaba un libro mío no decía nada, pero luego, con desgana galaica, me citaba la página más escondida, lo cual que me había leído. Sus temas de conversación eran Viena, Rilke, Freud, el cristianismo y el vals, cosas así. (...) Juan Rof Carballo nunca fue moda ni estuvo de moda, gracias a Dios. Sólo fue un maestro callado y fijo de mi alborotada juventud».
Tras su fallecimiento su sillón en la RAE, el «L», sería ocupado a partir de entonces por el futuro Premio Nobel de Literatura, Mario Vargas Llosa, quien en su discurso de ingreso en la institución recordaba a Rof como «científico y pensador, amante de la filosofía y la literatura, políglota, ensayista y merecedor de respeto y admiración por sus cuatro costados (...) olfato de lector zahorí al analizar a los grandes autores de nuestro tiempo, como Proust y Rilke, a quienes dedicó un efusivo ensayo en la lengua de su tierra natal, Galicia, que, sin duda, manejaba con la misma destreza que el español. Don Juan Rof Carballo fue un mantenedor de esa noble tradición de los médicos humanistas, tan arraigada en Occidente y a la que debe tanto la cultura de Europa y la de España en particular».
En junio de 2005, con motivo del centenario de su nacimiento, fue descubierta por su hermana Carmen Rof Carballo una placa conmemorativa en su casa natal de Lugo. Una calle de dicha ciudad y una plaza de Madrid llevan hoy su nombre, así como el "Premio IN MEMORIAM, JUAN ROF CARBALLO", patrocinado por la Sociedad Española de Medicina Psicosomática.
Su trayectoria fue el tema de la tesis doctoral llevada a cabo por Luis Jódar Martín-Montalvo, bajo el título Pensamiento y obra de Juan Rof Carballo, y defendida en 1992 en la Universidad Complutense de Madrid. En la actualidad su obra es objeto de diversos estudios y su popularidad póstuma sigue aumentando a un ritmo veloz.

## Familiares destacados
Hijo de uno de los más importantes veterinarios del siglo XX en España, Juan Rof Codina —catalán afincado en Galicia durante la mayor parte de su vida—. Su hermana Concepción será Catedrática de Historia de la Farmacia en la Universidad de Barcelona y miembro de la Real Academia de Farmacia de Cataluña, mientras que la más pequeña, Carmen, fundará y presidirá en la provincia de Lugo la asociación Acción Católica, principal movimiento religioso existente en España durante el franquismo sin estar vinculado al régimen. Su sobrino Jesús Sancho Rof, hijo de la otra de sus tres hermanas (María), será ministro en diversas carteras en los gobiernos de UCD durante las presidencias de Adolfo Suárez y Leopoldo Calvo-Sotelo.

## Obras principales
- 1949 — Patología psicosomática (prólogo de Jiménez Díaz) (actualmente por la 4ª edición)
- 1951 — El hombre a prueba
- 1952 — Cerebro interno y mundo emocional
- ¿? — Cerebro interno y sociedad
- 1954 — La medicina actual
- 1957 — Mito e realidade da terra nai (en gallego) (reeditado en 1989)
- 1959 — Quirón el centauro
- 1960 — Entre el silencio y la palabra'prólogo de Gregorio Marañón)
- ¿? — Niño, familia y sociedad
- 1961 — Urdimbre afectiva y enfermedad
- 1964 — Medicina y actividad creadora
- 1966 — El futuro del hombre
- 1967 — Violencia y ternura (actualmente por la 3ª edición)
- 1970 — Rebelión y futuro
- 1972 — Biología y psicoanálisis
- ¿? — Signos en el horizonte
- 1973 — El hombre como encuentro
- 1975 — Fronteras vivas del psicoanálisis
- 1984 — Teoría y práctica psicosomática
- 1986 — Terapéutica del hombre. El proceso radical del cambio (con Javier del Amo)
- 1990 — Los duendes del Prado.